# マンサバ
マンサバ (Mansabá) はギニアビサウ'北部の町。オイオ州マンサバ区に位置し、マンサバ区の首府である。